# Júlio César Agripino
Júlio César Agripino (Diadema, 17 de janeiro de 1991) é um atleta paralímpico brasileiro da classe T11, especialista nas provas de 1.500m e 5.000m. Representou o Brasil nos Jogos Paralímpicos de Verão de 2016 no Rio de Janeiro nos Jogos Parapan-Americanos de 2019 em Lima. Participou do Mundial de Dubai em 2019, conquistando a medalha de ouro nos 1.500m da classe T11.  Em 2024, nos Jogos Paralímpicos de Verão de 2024 em Paris, conquistou a medalha de ouro no Atletismo 5000m - T1.